# Meinhard I van Tirol
Meinhard I van Gorizia-Tirol (circa 1200/1205 - 22 juli 1258) was van 1231 tot 1258 onder de naam Meinhard III graaf van Gorizia en van 1253 tot 1258 graaf van Tirol. Hij behoorde tot het huis Gorizia.

## Levensloop
Hij was een zoon van graaf Engelbert III van Gorizia en diens gemalin Mathilde van Andechs, dochter van graaf Berthold III van Andechs. Na de dood van zijn vader in 1220 ging het graafschap Gorizia niet naar hem, maar naar zijn oom Meinhard II en het was pas na diens dood in 1231 dat Meinhard de controle kreeg over de familiebezittingen rond de steden Lienz en Gorizia. 
Rond het jaar 1237 huwde hij met Adelheid van Tirol, een van de twee dochters van graaf Albert IV van Tirol. Ze kregen volgende kinderen:
- Adelheid (overleden in 1291), huwde met graaf Frederik I van Ortenburg
- Meinhard II (1238-1295), graaf van Gorizia, graaf van Tirol en vanaf 1286 hertog van Karinthië.
- Albert I (1240-1304), graaf van Gorizia en graaf van Tirol.
- Bertha (overleden in 1267), huwde met graaf Koenraad van Wullenstetten.

Meinhard I was een grote aanhanger van keizer Frederik II in diens hevig conflict met paus Innocentius IV en als dank hiervoor werd hij in 1246 door Frederik II benoemd tot keizerlijk gouverneur van het hertogdom Stiermarken en het markgraafschap Krain, nadat hertog Frederik II van Oostenrijk, de laatste uit het huis Babenberg, zonder nakomelingen was overleden. In 1250 kreeg hij dan weer het gouverneurschap van het hertogdom Oostenrijk, dat geen heerser meer had, op zich.
Door de dalende invloed van het huis Hohenstaufen na de dood van Frederik II moest Meinhard I in 1251 echter toezien dat het markgraafschap Krain in handen kwam van het hertogdom Karinthië en dat Oostenrijk en Stiermarken in handen kwamen van koning Ottokar II van Bohemen. 
Meinhard wilde daarna de controle krijgen over het hertogdom Karinthië en begon met de steun van zijn schoonvader een militaire campagne tegen hertog Bernard van Karinthië en diens zoon Filips, aartsbisschop van Salzburg. De oorlog verliep echter zeer onsuccesvol voor Meinhard en nadat hij verslagen werd, werd hij op 8 september 1252 gearresteerd en opgesloten in het kasteel van Greifenburg. Op 27 december 1252 werd er daarop in Lieserhofen een vredesverdrag gesloten, waarbij Meinhard zijn zonen Meinhard IV en Albert I als gijzelaars moest afstaan van aartsbisschop Filips van Salzburg. Ze werden opgesloten in het kasteel Hohenberg in Salzburg, waar ze tot in 1258 gevangen werd gehouden. Ook moesten Meinhard en zijn schoonvader de gebieden rond de steden Mittersill, Virgen, Matrei en Oberdrauburg aan Karinthië afstaan.
Na de dood van zijn schoonvader in 1253, besloten Meinhard en zijn schoonbroer, graaf Gebhard van Hirschberg, om Tirol onder elkaar te verdelen. Hierbij kreeg Meinhard het zuidelijke deel van Tirol met onder meer de stad Meran, wat hem in een conflict met de bisschop van Trente bracht. In 1258 overleed hij, waarna hij werd begraven in het kasteel van Tirol.